# タトゥード・ミリオネア
『タトゥード・ミリオネア』（Tattooed Millionaire）は、アイアン・メイデンのボーカリストであるブルース・ディッキンソンが1990年に発表した初のソロ・アルバム。

## 解説
アイアン・メイデンとは異なり、ポップ・メタル色の強い作風で、音楽評論家のアレックス・ヘンダーソンは、allmusic.comにおいてウィンガー、ボン・ジョヴィ、デフ・レパード、エアロスミス、バッド・カンパニーといったバンドを引き合いに出している。本作に参加したヤニック・ガーズ（元ホワイト・スピリット～ギラン）は、ほどなくエイドリアン・スミスの後任としてアイアン・メイデンに加入した。
本作からの先行シングル「タトゥード・ミリオネア」は全英18位に達し、その後、「すべての若き野郎ども」（全英23位）、「ダイヴ!ダイヴ!ダイヴ!」（全英45位）、「1958年に生まれて」（全英81位）もシングル・ヒットした。
2005年にサンクチュアリ・ミッドラインから発売された、ボーナス・ディスク付きの再発CDは、1989年公開の映画『エルム街の悪夢5 ザ・ドリームチャイルド』のサウンドトラックに提供された「Bring Your Daughter... to the Slaughter」（アイアン・メイデンのアルバム『ノー・プレイヤー・フォー・ザ・ダイイング』でもセルフ・カヴァーされた曲）や、シングルのカップリング曲を含む内容。

## 収録曲
特記なき楽曲はブルース・ディッキンソンとヤニック・ガーズの共作。
1. サン・オブ・ア・ガン - "Son of a Gun" - 5:56
2. タトゥード・ミリオネア - "Tattooed Millionaire" - 4:28
3. 1958年に生まれて - "Born in '58" - 3:40
4. ヘル・オン・ホイールズ - "Hell on Wheels" - 3:39
5. ジプシー・ロード - "Gypsy Road" - 4:03
6. ダイヴ!ダイヴ!ダイヴ! - "Dive! Dive! Dive!" - 4:42
7. すべての若き野郎ども - "All the Young Dudes" (David Bowie) - 3:50
8. リッキン・ザ・ガン - "Lickin' the Gun" - 3:17
9. ズールー・ルル - "Zulu Lulu" - 3:28
10. ノー・ライズ - "No Lies" (Bruce Dickinson) - 6:18

### 2005年再発盤ボーナス・ディスク
1. "Bring Your Daughter... to the Slaughter (Original Soundtrack Version)" (B. Dickinson) - 5:00
2. "Ballad of Mutt" - 3:24
3. "Winds of Change" - 3:22
4. "Darkness Be My Friend" (B. Dickinson) - 2:03
5. "Sin City" (Bon Scott, Angus Young, Malcolm Young) - 4:39
6. "Dive! Dive! Dive! (live)" - 4:43
7. "Riding With the Angels (live)" (Russ Ballard) - 4:19
8. "Sin City (live)" (B. Scott, A. Young, M. Young) - 4:49
9. "Black Night (live)" (Deep Purple) - 4:33
10. "Son of a Gun (live)" - 5:53
11. "Tattooed Millionaire (live)" - 4:35

## 参加ミュージシャン
- ブルース・ディッキンソン - ボーカル
- ヤニック・ガーズ - ギター
- アンディ・カー - ベース
- ファビオ・デル・リオ - ドラムス